# Kreis Surses
| Surses              | Surses            |
| ------------------- | ----------------- |
| Surses              |                   |
| Basisdaten          |                   |
| Staat:              | Schweiz           |
| Kanton:             | Graubünden (GR)   |
| Bezirk:             | Albula            |
| Hauptort:           | Savognin          |
| Fläche:             | 323,76 km²        |
| Einwohner:          | 2443 (31.12.2009) |
| Bevölkerungsdichte: | 8 Einw. pro km²   |
| Aufgehoben am:      | 31. Dezember 2015 |
| Karte               |                   |
| Karte von Surses    |                   |

Der Kreis Surses bildete bis 31. Dezember 2015 zusammen mit den Kreisen Alvaschein, Belfort und Bergün den Bezirk Albula des Kantons Graubünden in der Schweiz. Der Sitz des Kreisamtes befand sich in Savognin. Durch die Bündner Gebietsreform wurden die Kreise aufgehoben. Der Kreis Surses blieb aber für überkommunale Aufgaben bis zum 31. Dezember 2017 weiter bestehen.

## Geografie
Der Kreis Surses umfasst die Talschaft des Oberhalbsteins und erstreckt sich am Lauf der Julia oberhalb von Tiefencastel bis auf die Passhöhe des Julierpasses.

## Gemeinden
Der Kreis setzt sich ab dem 1. Januar 2016 nur noch aus folgender Gemeinde zusammen:
| Wappen | Name der Gemeinde | Einwohner (Dez. 2009) | Fläche in km² | BFS-Nr |
| ------ | ----------------- | --------------------- | ------------- | ------ |
| Surses | Surses            | 2424                  | 323.77        | 3543   |

## Veränderungen im Gemeindebestand

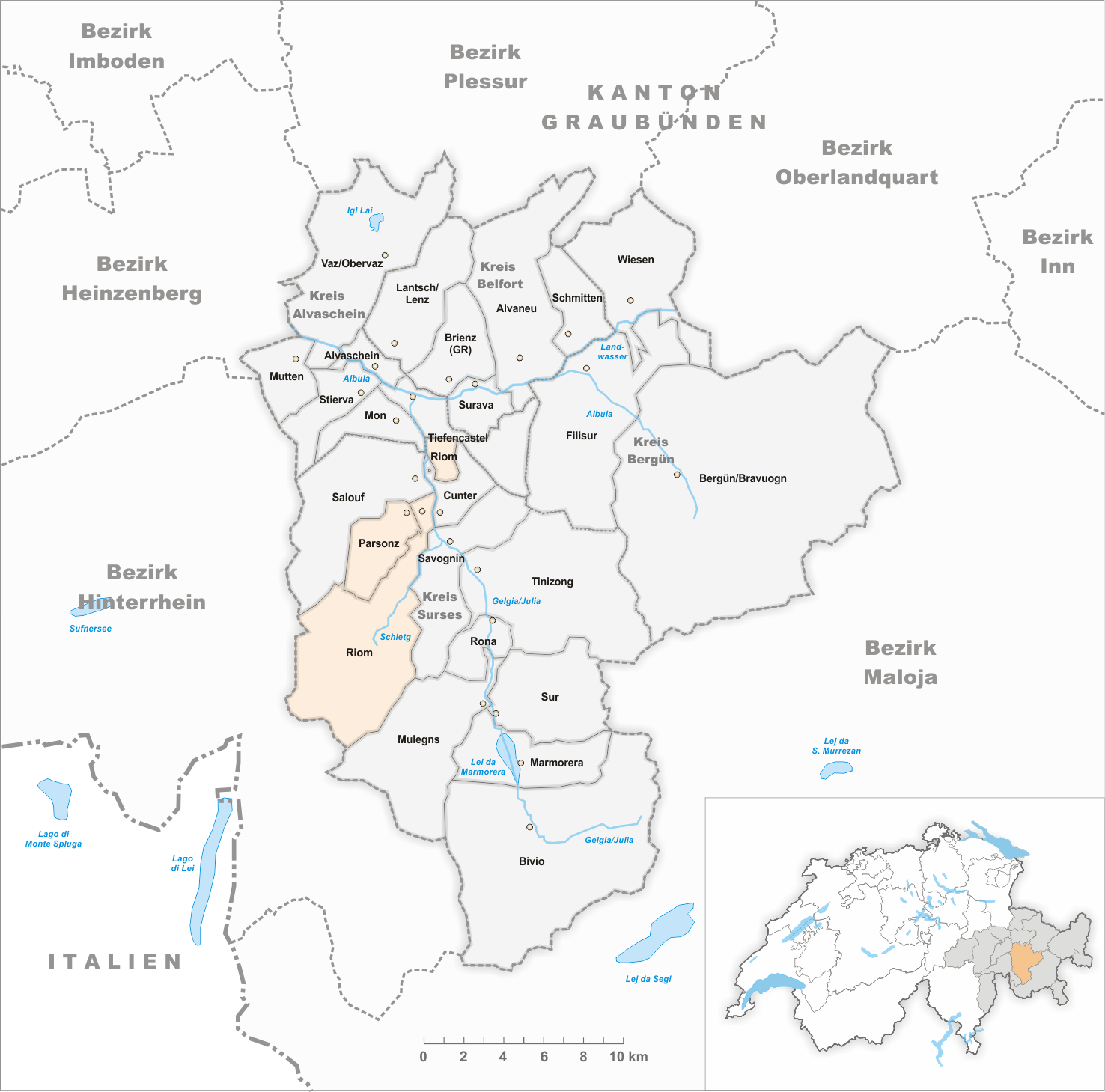
Gemeinden bis 1978
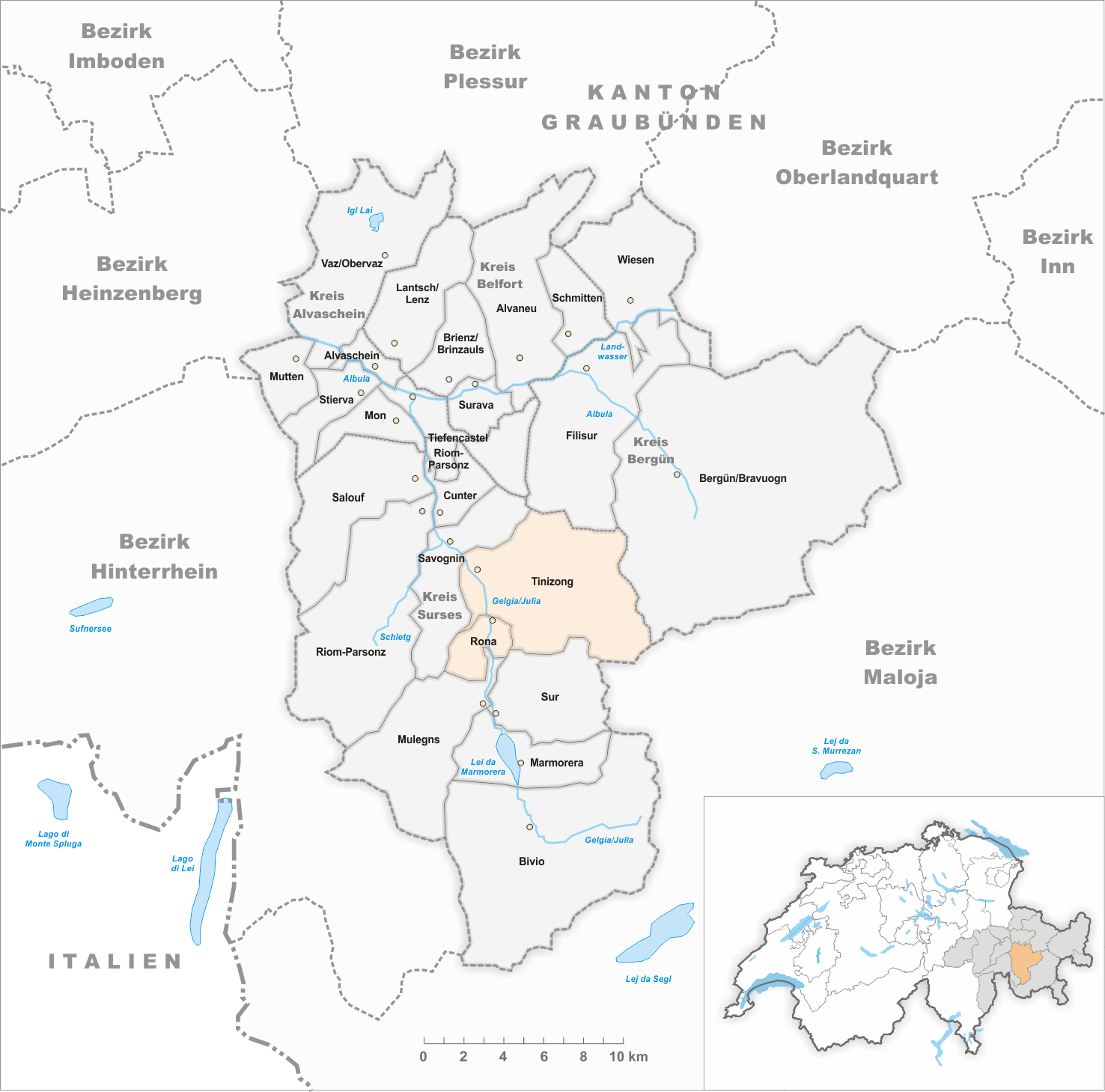
Gemeinden bis 1997
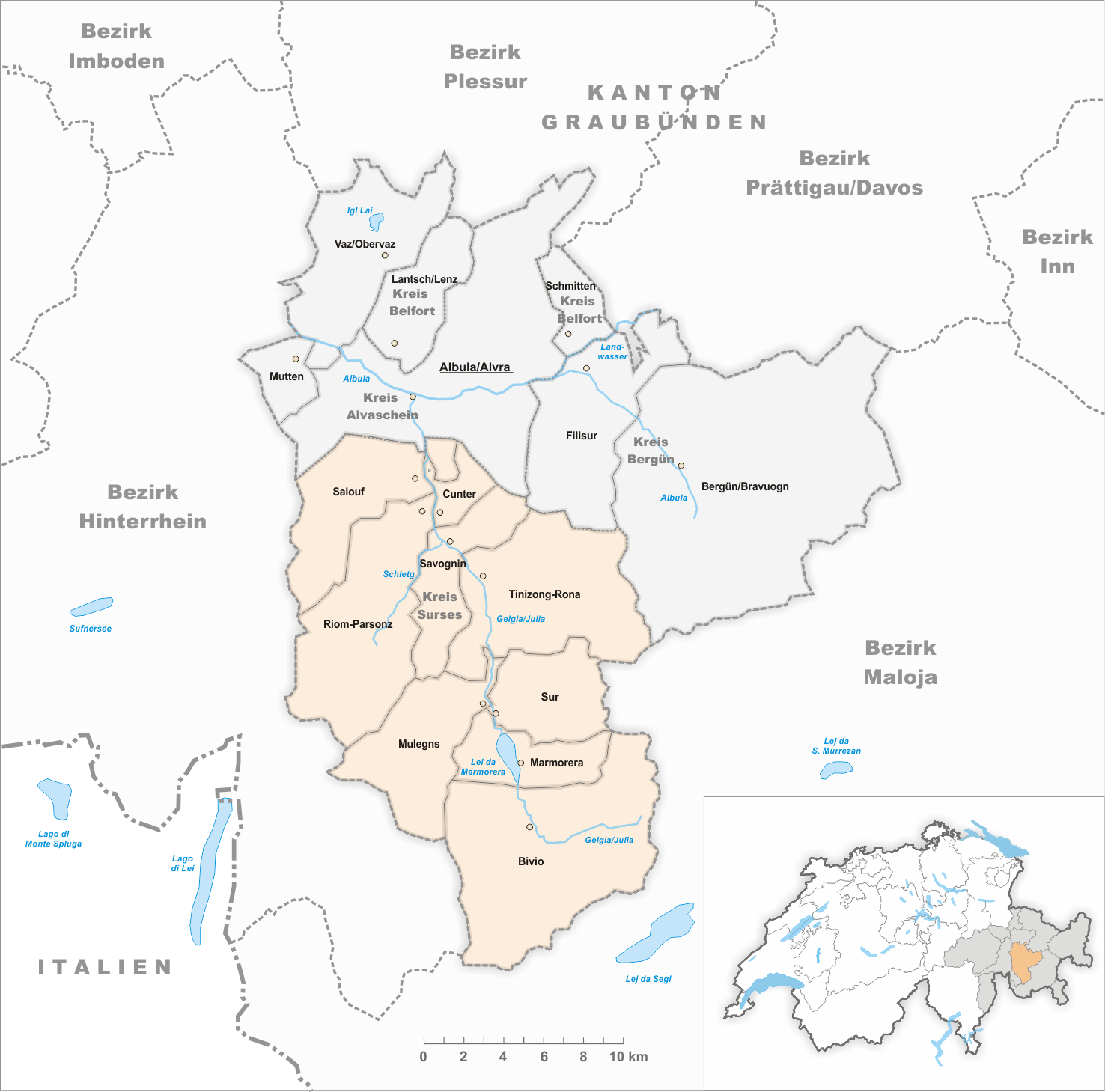
Gemeinden bis 2015

- 1979: Fusion Parsonz und Riom → Riom-Parsonz

- 1998: Fusion Rona und Tinizong → Tinizong-Rona

- 2016: Fusion: Bivio, Cunter, Marmorera, Mulegns, Riom-Parsonz, Salouf, Savognin, Sur und Tinizong-Rona → Surses